# Караиман (Ботошани)
Караиман (рум. Caraiman) насеље је у Румунији у округу Ботошани у општини Михалашени. Oпштина се налази на надморској висини од 119 m.

## Становништво
Према подацима из 2002. године у насељу је живело 209 становника, од којих су сви румунске националности.